# Sheldon (Illinois)
Sheldon es una villa ubicada en el condado de Iroquois en el estado estadounidense de Illinois. En el Censo de 2010 tenía una población de 1070 habitantes y una densidad poblacional de 550,84 personas por km².

## Geografía
Sheldon se encuentra ubicada en las coordenadas 40°46′16″N 87°33′57″O / 40.77111, -87.56583. Según la Oficina del Censo de los Estados Unidos, Sheldon tiene una superficie total de 1,94 km², de la cual 1,94 km² corresponden a tierra firme y (0%) 0 km² es agua.

## Demografía
Según el censo de 2010, había 1070 personas residiendo en Sheldon. La densidad de población era de 550,84 hab./km². De los 1070 habitantes, Sheldon estaba compuesto por el 97,1% blancos, el 0,75% eran afroamericanos, el 0,65% eran amerindios, el 0,19% eran asiáticos, el 0% eran isleños del Pacífico, el 0,47% eran de otras razas y el 0,84% pertenecían a dos o más razas. Del total de la población el 2,24% eran hispanos o latinos de cualquier raza.